# Fateh Jang
Fateh Jang é uma cidade do Paquistão localizada na província de Punjab.